# Grächen
Grächen is een gemeente en plaats in het Zwitserse kanton Wallis en maakt deel uit van het district Visp.
Grächen telt 1.396 inwoners en is gedeeltelijk autovrij. Het dorp ligt op een plateau in het Zwitserse Mattertal op een hoogte van ongeveer 1600 meter. Vanuit het dorp is een fraai panorama te zien van onder andere de Weisshorn en de Bietschhorn. Bij helder weer is de Matterhorn, een van de hoogste bergen van Zwitserland, zichtbaar. Het van oorsprong agrarische dorp richt zich tegenwoordig op toerisme en is vooral bij families met kinderen in trek.
Voor de bevloeiing van alpenweiden en akkers maakt Grächen gebruik van vier eeuwenoude waterkanalen (Bineri, Drieri, Chilcheri en Eggeri). Deze kanalen voeren gletscherwater af van de nabijgelegen Riedgletscher. Langs deze kanaaltjes zijn wandelpaden aangelegd. Grächen kent een uitgebreid netwerk aan wandelpaden, waarvan enkele naar Saas-Fee en Zermatt voeren.

## Bergbanen
De Hannigalpbahn is van oudsher de belangrijkste bergbaan van het Zwitserse bergdorp. De Bergbanen Grächen zijn bezig met een omvangrijk vernieuwingsplan voor het skigebied. Om de capaciteit te verhogen is de Hannigalpbahn in 2011 volledig vervangen. De vernieuwde gondelbaan is in december 2011 in gebruik genomen en heeft cabines voor acht personen. Een deel van de cabines is uitgevoerd in een sprookjesthema. Ook het motorvermogen is aangepast, waardoor er meer mensen sneller naar boven kunnen.
In 1984 nam Grächen een tweede gondelbaan in gebruik om de 3037 hoge Seetalhorn te ontsluiten. Door de erosie boven de boomgrens vergde de baan veel onderhoud. Omdat rendabele exploitatie niet meer mogelijk was, is de Seetalhornbahn in 2010 gesloten. Tegenwoordig kan de Seetalhorn bereikt worden via een stoeltjeslift vanuit het Hannigalpgebied.

## Klimaat
Grächen is het meest neerslagarme gebied in Zwitserland. Mede hierdoor is het er erg zonrijk en daarom een populair ski- en wandeloord. De temperaturen zijn er in de winter dan ook vaak erg laag.

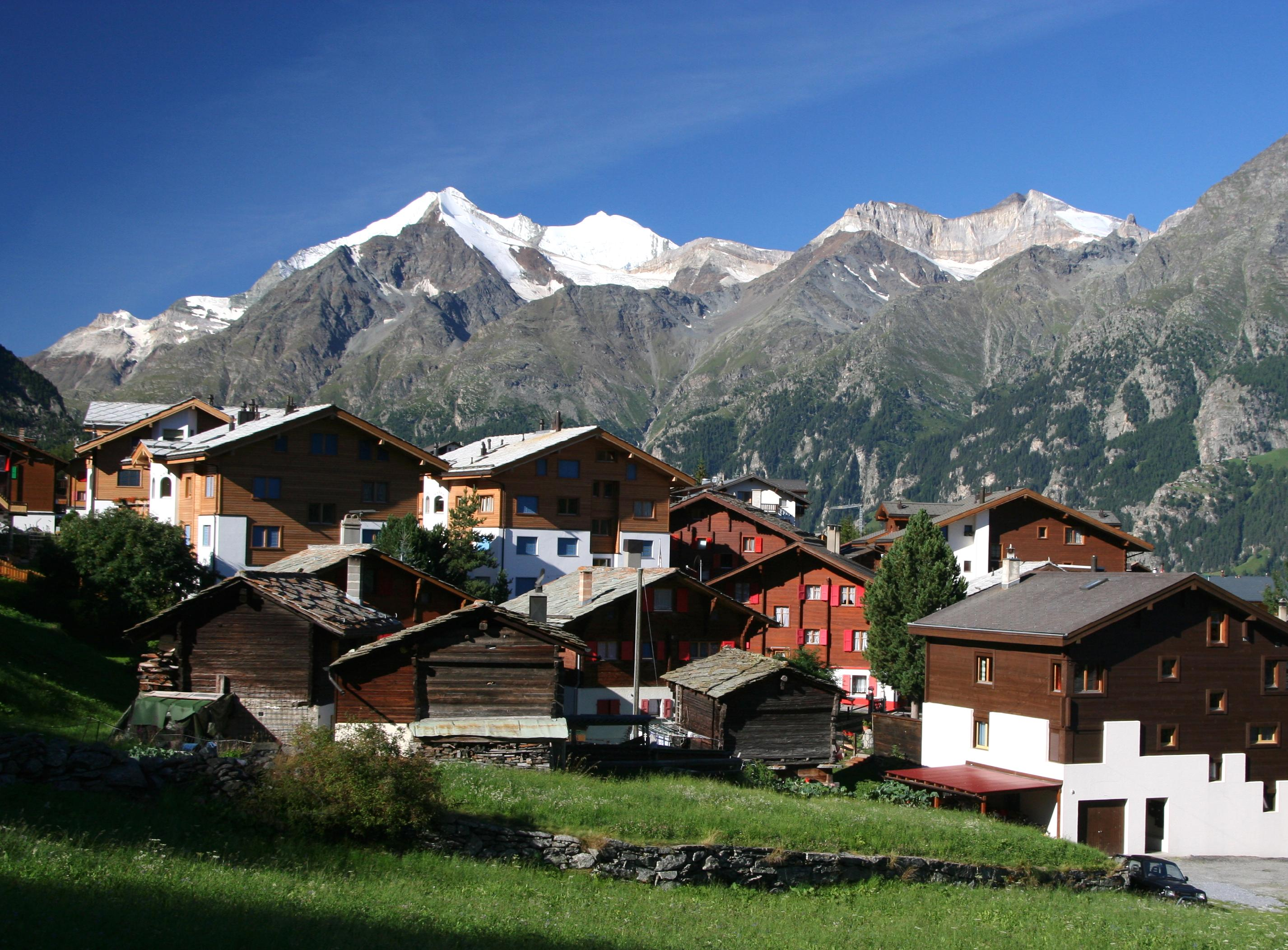
Grächen

Baltschieder · Eisten · Embd · Grächen · Lalden · Randa · Saas-Almagell · Saas-Balen · Saas-Fee · Saas-Grund · Sankt Niklaus · Stalden (VS) · Staldenried · Täsch · Törbel · Visp · Visperterminen · Zeneggen · Zermatt
- Gemeinsame Normdatei: 4093846-3
- Historisch woordenboek van Zwitserland: 002807
- Library of Congress Control Number: no2005043309
- Nationale Bibliotheek van Tsjechië: xx0120010
- Virtual International Authority File: 144890245